# Love Valley
Love Valley és una població dels Estats Units a l'estat de Carolina del Nord. Segons el cens del 2000 tenia 30 habitants.

## Demografia
Segons el cens del 2000, Love Valley tenia 30 habitants, 17 habitatges i 9 famílies. La densitat de població era de 57,9 habitants per km².
Dels 17 habitatges en un 11,8% hi vivien nens de menys de 18 anys, en un 47,1% hi vivien parelles casades, en un 11,8% dones solteres, i en un 41,2% no eren unitats familiars. En el 41,2% dels habitatges hi vivien persones soles el 17,6% de les quals corresponia a persones de 65 anys o més que vivien soles. El nombre mitjà de persones vivint en cada habitatge era d'1,76 i el nombre mitjà de persones que vivien en cada família era de 2,2.
Per edats la població es repartia de la següent manera: un 6,7% tenia menys de 18 anys, un 6,7% entre 18 i 24, un 20% entre 25 i 44, un 36,7% de 45 a 60 i un 30% 65 anys o més.
L'edat mediana era de 55 anys. Per cada 100 dones de 18 o més anys hi havia 86,7 homes.
La renda mediana per habitatge era de 24.375 $ i la renda mediana per família de 25.313 $. Els homes tenien una renda mediana de 0 $ mentre que les dones 0 $. La renda per capita de la població era de 9.848 $. Entorn del 15,4% de les famílies i el 31% de la població estaven per davall del llindar de pobresa.

## Poblacions més properes
El següent diagrama mostra les poblacions més properes.